# Chilik
Il Chilik (in kazako Шілік?; in russo Чили́к?), noto anche come Shilik e, nel suo corso superiore, Dzhangyryk, è un affluente di sinistra dell'Ili che scorre attraverso il Kazakistan sud-orientale (regione di Almaty).
Nasce sul versante meridionale del Trans-Ili Alatau. Scorre in direzione est lungo il versante settentrionale del Kungei Alatau, svolta a nord nel suo corso medio, attraversa il bacino del Bartogay e raggiunge l'ampia valle dell'Ili nel corso inferiore di questo fiume, oltrepassa l'omonima cittadina di Chilik e infine sfocia, a monte del bacino di Kapchagay, nell'Ili, proveniente da est. Il Chilik ha una lunghezza di 245 km. Drena un'area di 4980 km². È alimentato principalmente dall'acqua di fusione dei ghiacciai e dallo scioglimento delle nevi. 63 km a monte della foce ha una portata media di 32,2 m³/s.